# Живојин Жика Новков
Живојин Жика Новков (Сента, 25. септембар 1938 – Нови Сад, 3. јул 2020) био је српски балетски играч, кореограф и педагог.

## Биографија
Живојин Жика Новков почео је да учи балет у Балетском студију Милене Поповић, а затим је похађао Државну позоришну школу – Балетски одсек у Новом Саду. Од 1. септембра 1958. године постао је члан балетског ансамбла Српског народног позоришта и ванредно је завршио средњу Балетску школу. У Српском народном позоришту је 1973. године стекао статус епизодног солисте.
Са Балетом Српског народног позоришта гостовао је у Италији, Белгији, Холандији, Луксембургу, Румунији, Мађарској, Египту, свим центрима бивше Југославије, на Југословенским балетским бијеналима у Љубљани. Са осећајем за покрет и јаким сценским изразом, одиграо је много улога које карактеришу гротеска и драмски израз.
Године 1981. добио је стипендију тадашњег Министарства за образовање и културу за специјализацију у Москви на Руском институту за позоришне уметности (ГИТИС), где је стекао звање педагога-кореографа балета.
Из Српског народног позоришта отишао је у пензију 1988. године. У периоду до 1992. године наставио је рад као педагог и кореограф Балетске школе у Перуђи (Италија), балетског ансамбла Позоришта у Печују (Мађарска) и Универзитета у Алабами (Бирмингем, САД). По повратку у Нови Сад, радио је као педагог и кореограф у Српском народном позоришту и Балетској школи у Новом Саду.
У Националном театру у Печују, 1988. године поставио је Жар птицу Игора Стравинског и Алтум силенцијум Стевана Дивјаковића. У наредном периоду, Новков је деловао и као импресарио, те је печујска балетска сцена била употпуњена младим и перспективним балеринама и балетским играчима, посебно из Новог Сада, попут Александра Саше Нешкова (1970–2020) који се прикључио ансамблу 1991. године и убрзо постао првак балета Националног театра у Печују, а касније и првак Балета Националне опере Грчке.
Следећа стваралачка станица Жике Новкова био је Универзитет у Алабами (Бирмингем, САД), где је предавао на одсеку класичног балета и ансамблу прилагодио балетску представу Жар птица.
Године 1992. вратио се у Нови Сад. Осећајући да у Балетској школи у Новом Саду има сјајних играча који заслужују да покажу своје умеће, а да је Копелија Леа Делиба прави балет за младе, осмислио је целовечерњу представу поводом јубилеја школе, с којом је гостовао у више градова. Поред Балетске школе, наставио је сарадњу и са Српским народним позориштем, где је 2004. године поставио праизведбу балета Нушићеве Ожалошћене породице, са којим је учествовао на „22. Нушићевим данима“ у Смедереву.
Био је у браку са солисткињом и педагогом балета Добрилом Новков из којег има ћерку Гордану и унуке Александра, Милоша, Петра и Луку. Упокојио се у Богу окружен породицом.

### Улоге
Лицитар (Лицитарско срце), Јаго (Отело), Барон (Госпођице са кровова), Ален (Враголанка), Абдурахман (Рајмонда), Врач (Петар Пан), Роки (Прича са западне стране), Зафир и Вукан (Стамена), Фроло-свештеник (Есмералда), Конрад (Љубав за љубав)...

### Кореографије
Жар птица, 1988. (Печуј, Мађарска; Бирмингем, САД; Нови Сад, отварање 11. НОМУС-а, 1991, СНП, Алтум силенцијум (Печуј – праизведба), Копелија, 1998. поводом јубилеја 45 година Балетске школе у Новом Саду, Ожалошћена породица, 2004. (Српско народно позориште – праизведба; 22. Нушићеви дани, Центар за културу Смедерево, 2005)...

## О балету „Ожалошћена породица“

### „Ожалошћена породица“ испричана језиком балета
Размишљајући о могућностима представљања Нушићевог дела кроз балетски израз, Новаков се одлучио за сатиричну страну ове комедије. Приказујући људску дволичност и похлепу, кроз низ гротескних ликова и сцена, користим неокласику као балетску форму, како би „нашим језиком“ (балетским покретом) дочарао гледаоцу оно што комедија иначе текстом омогућава.

### Како уозбиљити Нушића
Оно што се у Нушићевим комедијама налази испод наслага хумора, иза поигравања смешним странама менталитета, датог кроз фину карикатуру типова, оно што се наслућује – често нимало дискретно – као наличје духовних дијалога који откривају вечите неспоразуме између нашијенаца и света, заправо уопште није смешно, па ни весело.
У првом слоју редовно препознајемо реплике које детектујемо као привидно безазлену карактеризацију неког од ликова из комада, а којима нас писац подсећа на чињеницу да је, као политички сужањ, одлежао своје због нимало наивне песмице Два раба; покаткад бљесне оштрица друштвене сатире, више или мање бритке алузије на политичко стање Србије оног доба, али све то код Нушића увек делује забавно, шармантно једноставно и лако, много невиније но што је то случај с Родољупцима и Покондиреном тиквом Јована Стерије Поповића.
Шта, међутим, бива када се из Госпође министарке или Ожалошћене породице драматуршким и редитељским поступком уклоне слојеви хуморности и духовитости, кад се Нушићева комедиографија третира као литерарни предложак за уозбиљену друштвену и политичку анализу из које се извлаче закључци далекосежнији од оних који подразумевају алузију на поткрадање државних фондова, карикирање бирократског система у којем је могуће да неко ко нема ни дана радног стажа очекује државну пензију или напрасну покондиреност припросте домаћице која се ненадано нашла у улози министарке? Искуство вели да ти покушаји нису давали резултате. Барем не у драмском театру.
„Озбиљном Нушићу“ се опирао „смешни Нушић“, а духовита разиграност његових комедија, шарм реплика његових ликова пркосила би пренаглашеним драмским валемима појединих драматуршко-редитељских концепција. Но, премештање Нушића из драмског у плесни медиј, значи и примену другачијег сценског речника, подразумева нови позоришни „кључ“ за приступ овом писцу, његовим ликовима, темама, а самим тим и нову контекстуализацију.
Чини се, зато да „Ожалошћена породица“ као балет, осим што несумљиво подразумева смелост ауторске екипе, отвара и неочекивану визуру не само на ово дело, већ и на самог Нушића. Оно што је у комедији пригушено, сада је ослобођено и доспева у први план, а да при том није дирнуто у нушићевску хуморност, која, у контексту другачијег сценског „језика“, добија нову форму изражајности. Препознајемо је као сложени систем метафора које нас, ипак, враћају Нушићу. Отуда код Новкова нови, „дописани“ лик пијанца, својеврсног коментатора, којег препознајемо као репер на основу којег ишчашеност осталих актера добија димензију гротескног, док похлепа „ожалошћених“ постаје злокобни лет птица-грабљивица који препознајемо као ритуални плес који се никада не завршава.
То што се овај ритуал, од Нушића до наших дана, увек на исти начин понавља, има двоструко значење: његова форма може да буде гротескно-смешна, али његова бесконачност је застрашујуће упозорење.